# Bill Pierce
Bill Pierce (William Watson Pierce Jr.; * 25. September 1948 in Hampton, Virginia) ist ein US-amerikanischer Jazz-Saxophonist.
Pierce besuchte die Tennessee State University und dann die Berklee School of Music, die er 1972 abschloss. Während seiner Studienzeit trat er mit Musikern der Bostoner Region auf und unternahm eine Tournee mit Stevie Wonder. Anfang  der 1980er Jahre arbeitete er drei Jahre mit Art Blakeys Jazz Messengers und wirkte an zehn ihrer Alben mit. Aus seiner intensiven Zusammenarbeit mit Tony Williams entstanden fünf Alben. Als Bandleader nahm er an Jazzfestivals in den USA, Japan und Europa teil und nahm elf weitere Alben auf. Seit 1975 unterrichtet er an der Berklee School, wo er inzwischen die Abteilung für Holzblasinstrumente leitet.

## Diskographie
- William the Conqueror
- Give and Take
- Equilateral
- Epistrophy
- Burnin’

| Personendaten    | Personendaten                      |
| ---------------- | ---------------------------------- |
| NAME             | Pierce, Bill                       |
| ALTERNATIVNAMEN  | Pierce Jr., William Watson         |
| KURZBESCHREIBUNG | US-amerikanischer Jazz-Saxophonist |
| GEBURTSDATUM     | 25. September 1948                 |
| GEBURTSORT       | Hampton, Virginia                  |